# Wernfels

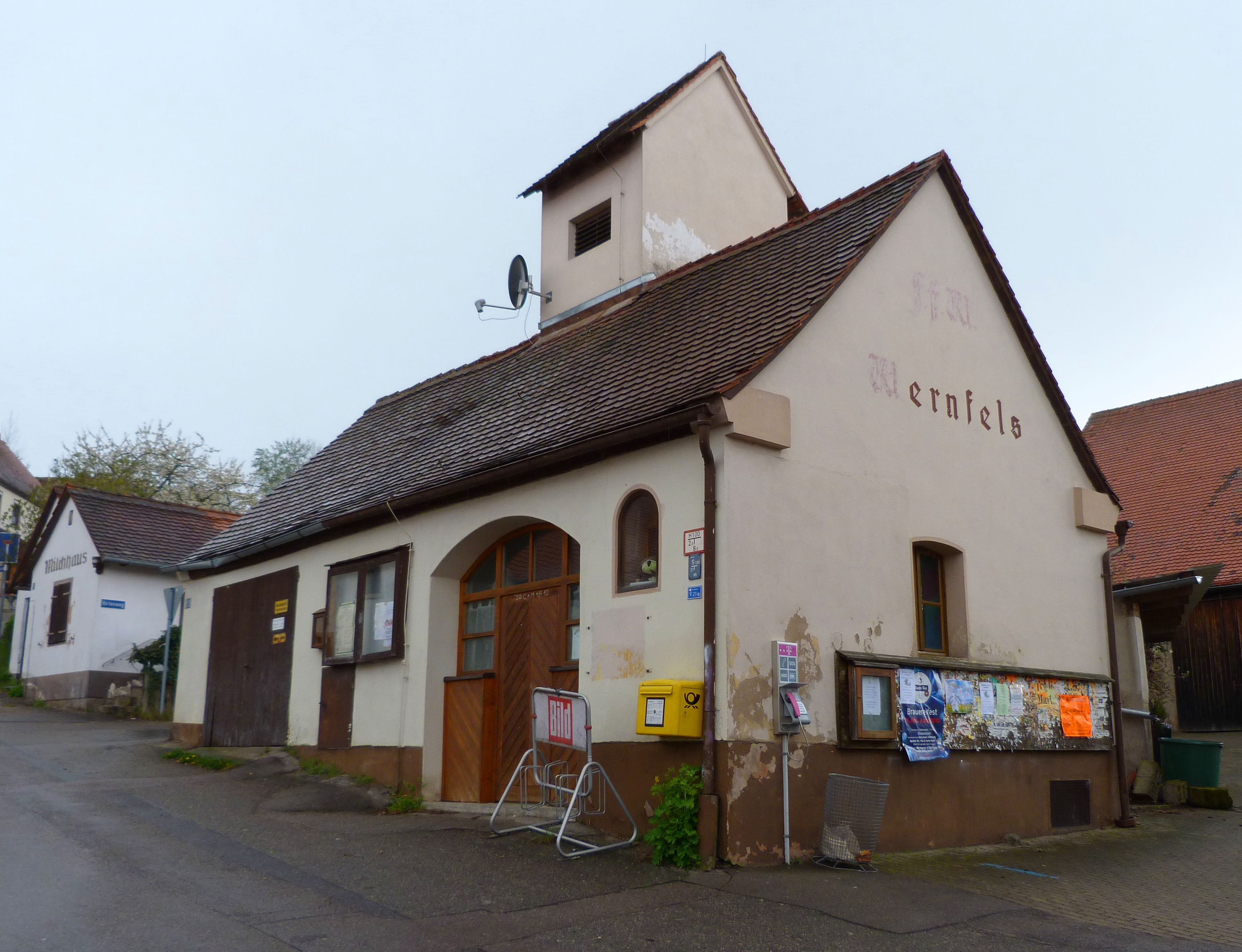
Altes Feuerwehrhaus (jetzt Jugendtreff)

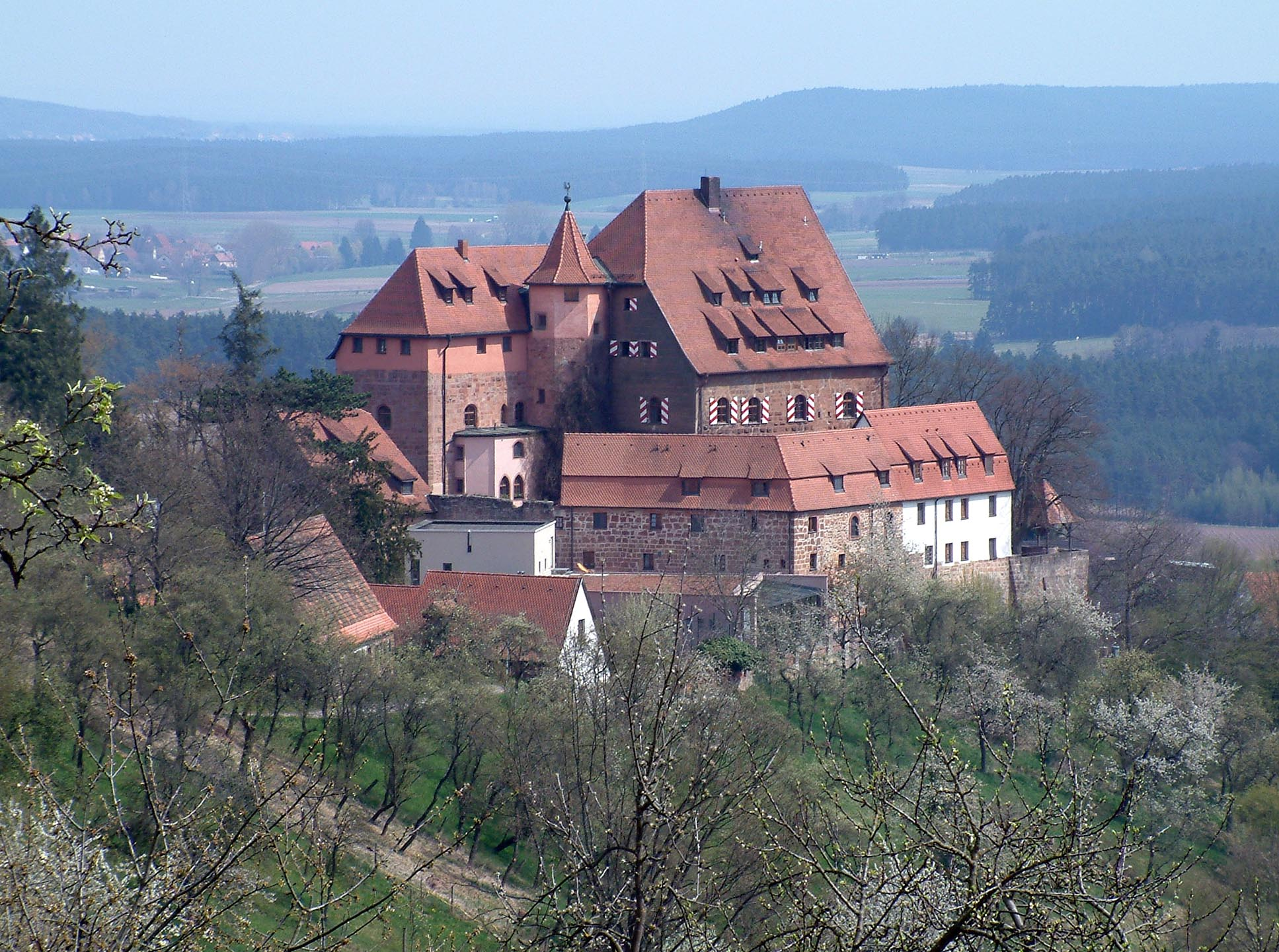
Burg Wernfels von Theilenberg aus gesehen.

Wernfels (fränkisch: Wärnfäls) ist ein Gemeindeteil der Stadt Spalt im Landkreis Roth (Mittelfranken, Bayern). Die Gemarkung Wernfels hat eine Fläche von 8,895 km². Sie ist in 1830 Flurstücke aufgeteilt, die eine durchschnittliche Fläche von 4860,59 m² haben. In ihr liegen neben dem namensgebenden Ort die Gemeindeteile Hohenrad, Höfstetten, Nagelhof, Stiegelmühle, Theilenberg und Untererlbach.

## Geografie
Das Dorf liegt etwa vier Kilometer nordwestlich von Spalt nahe der Fränkischen Rezat. Einen Kilometer westlich befindet sich der 513 m hohe Geyersberg, eine Erhebung des Spalter Hügellandes. 500 Meter nördlich befindet sich das Flurgebiet „Eulengrund“. Die Kreisstraße RH 10/AN 59 führt zur Staatsstraße 2223 bei der Stiegelmühle (0,6 km östlich) bzw. die Bundesstraße 466 kreuzend nach Winkelhaid (3,4 km nordwestlich). Eine Gemeindeverbindungsstraße führt nach Wassermungenau zur St 2223 (1,5 km nördlich).

## Geschichte
Der Ort entstand als Siedlung zu einer Burganlage Werdenfels, die zwischen 1230 und 1260 angelegt wurde. Grundherren und Erbauer waren sehr wahrscheinlich die Burggrafen von Nürnberg aus dem Haus Hohenzollern, Konrad I. und sein Sohn Friedrich II. Sie waren die Erben der um 1200 ausgestorbenen Grafen von Abenberg. 1283 wurde der Ort als „Werdenvels“ erstmals urkundlich genannt mit der Bedeutung zum wert(voll)en Fels. 1284 verkaufte „Albertus dictus Rindesmul senior de Werdenvels imperialis aule ministerialis“ die Burg Wernfels dem Eichstätter Fürstbischof Reinboto von Meilenhart. Von 1284 bis 1802 war die Burg ein Amtssitz des eichstättischen Pflegamtes Wernfels-Spalt.
Laut dem Salbuch des Hochstifts Eichstätt, das um 1300 aufgestellt wurde, gab es in Wernfels 16 Anwesen, wovon fünf Anwesen (ein Meierhof, eine Hube, ein Lehen und zwei Hofstätten) schon länger bestanden sowie elf Anwesen (alles Hofstätten) gerade eben errichtet wurden. In den Salbüchern von 1407 und 1447 gab es im Ort weiterhin 16 Anwesen. Bis 1510 kam lediglich ein Hirtenhaus hinzu. 1615 stieg die Zahl der Anwesen auf 28 an. 1671 bildete Wernfels mit Theilenberg eine Realgemeinde, die angeblich aus 30 Anwesen bestand.
Im Salbuch des Spalter Chorherrenstift St. Nikolaus von 1517 wurden für Wernfels ein Anwesen aufgelistet, im Salbuch von 1619 ist dieses Anwesen bereits nicht mehr aufgelistet.
Gegen Ende des 18. Jahrhunderts bildete Wernfels mit Theilenberg weiterhin eine Gemeinde. In Wernfels gab es 32 Anwesen. Das Hochgericht übte das eichstättische Pflegamt Wernfels-Spalt aus. Die Dorf- und Gemeindeherrschaft hatte das Kastenamt Spalt. Grundherren waren das Kastenamt Spalt (1 Ganzhof, 1 Ganzhof mit Gastwirtschaft, 6 Köblergüter, 1 Gut mit Tafernwirtschaft, 15 Gütlein, 1 Gütlein mit Mahlmühle, 5 Leerhäuser, 1 Schmiede) und die Pfarrei Theilenberg (1 Gütlein). Neben den Anwesen gab es herrschaftliche (Schloss, Amtsdienerhaus) und kommunale Gebäude (Schafhaus, Hirtenhaus). 1801 gab es im Ort 37 Anwesen.
Im Jahre 1802 kam das Pflegamt Wernfels-Spalt und damit auch Wernfels an das Herzogtum Bayern, 1803 durch den Hauptlandesvergleich kurzzeitig zum Königreich Preußen, 1806 schließlich an das Königreich Bayern. Im Rahmen des Gemeindeedikts wurde 1808 der Steuerdistrikt Wernfels gebildet, zu dem Hohenrad, Höfstetten, Nagelhof, Stiegelmühle, Theilenberg und Untererlbach gehörten. 1811 entstand die Ruralgemeinde Wernfels, die deckungsgleich mit dem Steuerdistrikt war. Mit dem Zweiten Gemeindeedikt (1818) kam Nagelhof zum Steuerdistrikt und zur Ruralgemeinde Fünfbronn. Die Gemeinde Wernfels war in Verwaltung und Gerichtsbarkeit dem Landgericht Pleinfeld (1858 in Landgericht Roth umbenannt) zugeordnet und in der Finanzverwaltung dem Rentamt Spalt (1919–1932: Finanzamt Spalt, seit 1932: Finanzamt Schwabach). Vier Anwesen in Untererlbach unterstanden in der freiwilligen Gerichtsbarkeit bis 1848 dem Patrimonialgericht Untererlbach. Ab 1862 gehörte Wernfels zum Bezirksamt Schwabach (1939 in Landkreis Schwabach umbenannt). Die Gerichtsbarkeit blieb beim Landgericht Roth (1879 in Amtsgericht Roth umbenannt), seit 1970 ist das Amtsgericht Schwabach zuständig. Die Gemeinde hatte 1964 eine Gebietsfläche von 8,900 km².
Im Zuge der Gebietsreform in Bayern wurde die Gemeinde Wernfels am 1. Mai 1978 nach Spalt eingemeindet.
Für 2015 war eine Dorferneuerung in Wernfels geplant.

### Baudenkmäler
In Wernfels gibt es zehn Baudenkmäler:
- Burg Wernfels, Höhenburg, seit 1925 vom CVJM als Jugendherberge genutzt
- Bauernhäuser und Scheunen
- Gasthäuser
- zwei Wegkapellen
- Bildstock

### Bodendenkmäler
In der Gemarkung Wernfels gibt es drei Bodendenkmäler.

### Einwohnerentwicklung
Gemeinde Wernfels
| Jahr      | 1818   | 1840   | 1852   | 1855   | 1861   | 1867   | 1871   | 1875   | 1880   | 1885   | 1890   | 1895   | 1900   | 1905   | 1910   | 1919   | 1925   | 1933   | 1939   | 1946   | 1950   | 1952   | 1961   | 1970   |
| Einwohner | 425    | 498    | 525    | 553    | 574    | 568    | 567    | 583    | 618    | 615    | 603    | 637    | 580    | 552    | 520    | 525    | 534    | 511    | 463    | 693    | 639    | 600    | 603    | 572    |
| Häuser    | 95     | 86     |        |        |        |        | 105    |        |        | 109    | 109    |        | 117    |        |        |        | 108    |        |        |        | 109    |        | 119    |        |
| Quelle    | [ 19 ] | [ 20 ] | [ 21 ] | [ 21 ] | [ 22 ] | [ 23 ] | [ 24 ] | [ 25 ] | [ 26 ] | [ 27 ] | [ 28 ] | [ 21 ] | [ 29 ] | [ 21 ] | [ 30 ] | [ 21 ] | [ 31 ] | [ 21 ] | [ 21 ] | [ 21 ] | [ 32 ] | [ 21 ] | [ 14 ] | [ 33 ] |

Ort Wernfels
| Jahr      | 001818 | 001840 | 001861 | 001871 | 001885 | 001900 | 001925 | 001950 | 001961 | 001970 | 001987 | 002015 | 002023 |
| Einwohner | 212    | 262    | 289    | 273    | 307    | 310    | 278    | 380    | 365    | 365    | 334    | 390    | 355    |
| Häuser    | 53     | 45     |        |        | 55     | 59     | 56     | 60     | 70     |        | 87     |        |        |
| Quelle    | [ 19 ] | [ 20 ] | [ 22 ] | [ 24 ] | [ 27 ] | [ 29 ] | [ 31 ] | [ 32 ] | [ 14 ] | [ 33 ] | [ 34 ] | [ 1 ]  | [ 1 ]  |

## Religion
Der Ort ist römisch-katholisch geprägt und bis heute nach St. Wenzeslaus (Theilenberg) gepfarrt. Die Einwohner evangelisch-lutherischer Konfession sind nach St. Andreas (Wassermungenau) gepfarrt.

## Wanderwege
Durch Wernfels führt die Nürnberg-Bodensee-Route des Jakobsweg, ebenso der Fernwanderweg Dr.-Fritz-Linnert-Weg.

## Söhne des Ortes
- Joachim Dietrich († 1753), Münchener Hofbildhauer
- Matthias Seybold (1696–1765), Eichstätter Hofbildhauer
- Werner Wernfels  (1876–1927), Dorfbekannter Biergenießer